# Oxira griseopulverata
Oxira griseopulverata là một loài bướm đêm trong họ Noctuidae.